# Station Martigny-Bourg
Station Martigny-Bourg is een spoorwegstation in de Zwitserse plaats Martigny. Het station ligt aan de spoorlijn Martigny - Orsières. Vanaf station Martigny maakt de lijn een lus op dezelfde hoogte om de bebouwing van de stad. Na station Martigny-Bourg stijgt de lijn. Hoewel op die lijn enkel spoor ligt, zijn er bij station Martigny-Bourg, drie sporen. Er ligt een perron, met daarop het stationsgebouw. De twee sporen voor de beide richtingen op de lijn Martigny - Orsières liggen tussen dit perron en de helling van de berg. Passagiers voor de richting van station Martigny moeten een spoor oversteken.
Er ligt meteen na het station, richting Orsières, nog een rail van ongeveer 100 m om te rangeren. Het derde spoor op het station, tussen het perron en de kant van de stad wordt hiervoor gebruikt. 